# Skoglundia
Skoglundia is een monotypisch geslacht van tweekleppigen uit de  familie van de Thraciidae.

## Soort
- Skoglundia colpoica (Dall, 1915)